# Іонний добуток води
Іо́нний добу́ток води́ — константа автопротолізу води, що визначається як добуток концентрацій протона H+ та гідроксид-іона OH- у воді або водних розчинах.

## Розрахунок значення
Вода має здатність до автопротолізу:
H2O + H2O {\displaystyle \rightleftarrows } H3O+ + OH-
У спрощеному вигляді даний процес розглядається як зворотна дисоціація молекул:
H2O {\displaystyle \rightleftarrows } H+ + OH-
Константа рівноваги для дисоціації води має вигляд
{\displaystyle \mathrm {K_{diss}={\frac {[H^{+}][OH^{-}]}{[H_{2}O]}}} }
Оскільки дисоціація є дуже незначною (наприклад, за температури 25 °C значення константи становить 1,8·10-16 моль/л), знаменник [H2O] приймають як недисоційовану воду, стала концентрація якої становить:
[H2O] = 1000 г/л : 18 г/моль = 55,56 моль/л
Величина константи рівноваги є постійною за певної температури, тому її об'єднують з концентрацією води у величину іонний добуток води Kw (від англ. water — вода):
Kw = Kdiss · [H2O] = [H+][OH-]
Значення Kw розраховують, виходячи зі значень константи дисоціації. Наприклад, при температурі 25 °C воно становить:
Kw = 1,8·10-16 · 55,56 = 10-14 моль²/л²
На практиці часто користуються від'ємними логарифмами значень:
-lg Kw = pKw

## Вплив на значення

Залежність pK_{w} від тиску
Залежність pK_{w} від температури

| T, °C | H2O    | D2O    |
| ----- | ------ | ------ |
| 0     | 14,938 | 15,972 |
| 10    | 14,528 | 15,527 |
| 20    | 14,163 | 15,132 |
| 25    | 13,995 | 14,951 |
| 30    | 13,836 | 14,779 |
| 40    | 13,542 | 14,462 |
| 50    | 13,275 | 14,176 |
| 60    | 13,034 | 13,918 |
| 70    | 12,814 | 13,683 |
| 80    | 12,613 | 13,470 |
| 90    | 12,428 | 13,276 |
| 100   | 12,265 | 13,099 |

На величину іонного добутку значною мірою впливає температура, оскільки при її зростанні підвищується ступінь дисоціації речовини. Так, за температури 100 °C показник pKw вже становить 12,265 (проти 14 за стандартної температури 25 °C).
- Залежність pKw від тиску
- Залежність pKw від температури

## Застосування
Прикладне значення іонного добутку води спирається на рівняння
Kw = [H+][OH-]
Виходячи з нього стає можливим розрахунок значень pH та pOH. Наприклад, у нейтральному середовищі концентрації іонів H+ та OH- є рівними:
[H+] = [OH-] = {\displaystyle {\mathsf {\sqrt {K_{w}}}}}; або у логарифмічному вигляді
pH = pOH = ½pKw
Так, за температури 25 °C значення Kw становить 10-14, тому у нейтральному середовищі pH і pOH дорівнюватимуть:
[H+] = [OH-] = {\displaystyle {\mathsf {\sqrt {10^{-14}}}}} = 10-7 моль/л; або
pH = pOH = ½ · 14 = 7